# Buffalo Airways
Buffalo Airways — авиакомпания, выполняющая чартерные и регулярные пассажирские рейсы, основанная в городе Хай-Ривер, в Канаде в 1970 году. Основатель авиакомпании — Джо Мак-Брайен.
Авиакомпания осуществляет пассажирские и грузовые перевозки, а также тушение пожаров. Buffalo Airways базируется в аэропорту Хай-Ривер, в аэропорту Йеллоунайфа и в аэропорту города Ред-Дир.

## География полётов
Buffalo Airways осуществляет регулярные пассажирские перевозки между городами Хай-Ривер и Йеллоунайфом.

## Флот
По состоянию на 2020 год воздушный флот авиакомпании Buffalo Airways состоял из 55 самолётов, зарегистрированных в Министерстве транспорта Канады:
- 8 Air Tractor AT-802A
- 8 Beechcraft (Travel Air, King Air, Baron)
- 1 [[Boeing	737-300]]
- 4 Canadair CL-215
- 1 Cessna 185
- 1 Cessna 310 with FLIR
- 1 Convair 340
- 2 Curtiss C-46
- 1 DHC-6
- 1 Douglas C-47
- 5 Douglas DC-3
- 11 Douglas C54
- 1 Gulfstream 690C
- 6 Lockheed L-188 C
- 3 Lockheed L-188
- 1 Rockwell 690C

## Авиапроисшествия и несчастные случаи
- 26 июня 1994 года, самолёт Douglas C-47A (регистрационный номер C-FROD), следовавший грузовым рейсом из аэропорта Траут-Лейк в Форт-Симпсон, разбился на подходе к аэропорту назначения из-за нехватки топлива в баках. На борту находилось два экипажа, никто серьёзно не пострадал[3].